# Julie Gomis
Julie Gomis (sinh ngày 7 tháng 5 năm 1952) là một vận động viên chạy vượt rào người Sénégal. Bà đã tham gia cuộc thi vượt rào 100 mét nữ tại Thế vận hội Mùa hè 1976.